# Albert Hartinger
Albert Hartinger (* 13. Juli 1946 in Seekirchen bei Salzburg; † 22. Jänner 2020 in Salzburg) war ein österreichischer Sänger (Bassbariton) und Dirigent.

## Leben
Albert Hartinger studierte am Mozarteum Salzburg zunächst Klarinette und Gesang. Daneben widmete er sich bei Heinrich Pflanzl dem Opernfach. Er schloss mit Auszeichnung ab und gewann einen ersten Preis beim Mozartwettbewerb. Es folgte eine Verpflichtung am Staatstheater Braunschweig und anschließend eine internationale Konzerttätigkeit. Als Dozent, Sänger, Dirigent und Vermittler in historischen Aufführungspraxis von Barockmusik arbeitete er seit 1976 regelmäßig mit den erfahrensten Musiker dieser Stilperiode. Er realisierte zahlreiche Rundfunk- und Fernsehaufnahmen sowie LP- und CD-Produktionen.
Von 1970 bis 1973 studierte er, neben seiner künstlerischen Tätigkeit, Erziehungswissenschaften und Psychologie an der TU Braunschweig, 1974 bestand er eine Lehramtsprüfung und wurde Universitätsassistent an der Paris-Lodron-Universität Salzburg, wo er 1976 promoviert wurde.
1976 gründete er das Salzburger Musikforum, welches er kurz darauf als Salzburger Bachgesellschaft – benannt nach Johann Sebastian Bach – als Vorstandsvorsitzender leitete. Seine Absicht war, Nachwuchskünstlern eine Plattform für Alte Musik zu bieten; ein Forum für diese damals experimentelle Musikszene zu schaffen und jungen Künstlern erste Auftritte in diesem Metier zu ermöglichen. Dazu lud er von Anfang an auch den Concentus Musicus mit seinem Gründer und künstlerischen Leiter Nikolaus Harnoncourt ein. Ab diesem Zeitpunkt wuchs die Szene der Alten Musik in Salzburg kontinuierlich.
Franz Welser-Möst, Benjamin Schmid, Martin Grubinger, die Geschwister Weinmeister, Trevor Pinnock, Ton Koopman, das Hilliard Ensemble, der Arnold Schönberg Chor und Erwin Ortner sowie viele andere weltweit bekannte Musiker hatten ihren ersten Auftritt oder Debüt in Salzburg bei der Salzburger Bachgesellschaft.
1980 schuf er im Rahmen der Salzburger Bachgesellschaft die Konzertreihe für Kinder und Jugendliche „Musik für Kinder und Kenner“, heute „Musik für junge Leute“. Der Bachgesellschaft wurde dabei auf diesem Gebiet von DrehPunktKultur eine „Pionierleistung“ zugesprochen.
1983 gründete er den Salzburger Bachchor als Chor der Salzburger Bachgesellschaft. Er verpflichtet bald darauf Howard Arman zur musikalischen Leitung, welcher diese bis 2000 innehatte. Der Salzburger Bachchor wurde 1988 zu einem eigenständigen Verein, der mit der Bachgesellschaft zusammenarbeitet und Konzerte im Rahmen des Bachzyklus gibt, so beim Internationalen Bachfest 2008 in Salzburg. Der Salzburger Bachchor sowie das Collegium Vocale Salzburg sind heute international anerkannte Vokal-Klangkörper und sind regelmäßig zu Gast in den wichtigen Musikzentren sowie Festivals.
Die Mitbegründung vom Salzburger Barockensemble folgte kurz darauf. Die Konzertmeisterin war Gründungsmitglied Anita Mitterer, langjährig Stimmführerin beim Concentus Musicus Wien und Mitglied des Quartour Mosaiques. Das Salzburger Barockensemble ist ein Projekt-Ensemble-Orchester und besteht überwiegend aus Mitgliedern der führenden Orchester Österreichs. Derzeit ist Frank Stadler oft zu Gast und Konzertmeister.
1987 erfolgte die Gründung vom Collegium Vocale Salzburg, dessen künstlerische Leitung innehatte. Gast-Dirigenten wie Michi Gaigg, Leopold Hager, Sigiswald Kuijken, Simon Schouten, Lorenzo Ghielmi, Wieland Kuijken, Christophe Coin oder Dorothee Oberlinger arbeiteten bislang mit dem Chor. In den letzten Jahren trat er unter anderem beim Beethovenfest Bonn, den Stauffener Musikwochen, im Concertgebouw Amsterdam, der Basilika Santa Maria de Milano und dem Festival Oude Muziek Utrecht auf.
2008 veranstaltete Hartinger das dreiwöchige Internationale Bachfest der Neuen Bachgesellschaft, in Zusammenarbeit mit Lutz Hochstraate. Beide wurden später zur Ausrichtung eines Bachfestes auf der Expo2010 in Shanghai eingeladen.
Seit 1989 hatte er eine ordentliche Professur für Gesang und Ensemble(Chor)leitung an der Universität Mozarteum Salzburg. Von 1998 bis 1993 leitete er die Abteilung für Musikpädagogik und sorgte federführend für die Erhaltung der Musikpädagogik an der Universität Mozarteum, Standort Salzburg. Im Studienjahr 2007/2008 leitete er die Abteilung für Alte Musik. Er wurde mit Beginn vom Studienjahr 2014/2015 emeritiert.
Mit 2016 übergab er die künstlerischen als auch geschäftsführenden Agenden der Salzburger Bachgesellschaft an Florian Birsak.
Bekanntheit in der Salzburger Bevölkerung erlangte er auch durch seine Gestaltung kirchlicher Feste über die von ihm gegründete und geleitete Müllner Cantorey. Unter anderem bei der Riedenburger Fronleichnam Prozession oder der Stiftskirche Benediktinen-Frauenstift Nonnberg Ehrentrudis am Nonnberg. Darüber hinaus zu den großen Kirchenfesten der Stadtpfarre Mülln in Salzburg.
Albert Hartinger lebte in Salzburg und Vorarlberg, hatte aus erster Ehe mit Heather Woodall-Hartinger drei Kinder (Mary, Wolfgang und Virgil) und in zweiter Ehe mit Waltraud Grabherr-Hartinger drei Kinder (Leonhard, Elisabeth und Johannes).

## Auszeichnungen
- 2000: Österreichisches Ehrenkreuz für Wissenschaft und Kunst I. Klasse der Republik Österreich verliehen.[4]
- 2006: Ehrenbecher Stadt Salzburg
- 2011: Kulturfond Stadt Salzburg als Anerkennung für sein Lebenswerk[5]
- 2014: Kunst- und Kulturpreis der Salzburger Wirtschaft, Wirtschaftskammer Österreich – Salzburg (WKS), Laudatorin: Helga Rabl-Stadler, Präsidentin der Salzburger Festspiele